# Веслоніг сітчастий
Веслоніг сітчастий (Pseudophilautus reticulatus) — вид земноводних з роду Pseudophilautus родини Веслоногі.

## Опис
Завдовжки в середньому сягає 3—4,5 см. Голова невелика, морда коротка, затуплена. Очі великі з горизонтальною зіницею. Тулуб кремезний. Кінцівки добре розвинені. На передніх — по 4 пальці, на задніх — по 5. Усі мають диски-присоски. Пальці задніх лап довші за пальці передніх. Задні кінцівки більші за передні.
Забарвлення спини та верхня сторона лап світло—коричневе або червонувато-коричневе. Внутрішня сторона стегон, боки мають сітчастий малюнок. Звідси й походить назва цього земноводного. Черево сірувате або сіро-коричневе.

## Спосіб життя
Полюбляє тропічні низинні вологі ліси. Зустрічається на висоті від 30 до 900 м над рівнем моря. Веде деревний спосіб життя. Активний вночі. Живиться дрібними комахами та деякими членистоногими.
Розмноження відбувається у сезон дощів. Самиця відкладає 20 яєць розміром з конопляне зернятко, які відразу прикріплює до свого черева. Яйця зачеплені одне до одного, утворюючи щось на кшталт пластини. Після появи пуголовок, самиці відносять їх до листям над водоймою, звідки ті потрапляють у воду, де завершують метаморфозу.

## Поширення
Мешкає на південному заході острова Шрі-Ланка.